# Future Past (Duncan James)
Future Past è l'album d'esordio come solista di Duncan James, componente della boy band Blue, pubblicato il 12 giugno 2006.
Nonostante le aspettative, l'album ha venduto meno di 15 000 copie in Inghilterra, e in totale meno di 450 000 copie nel mondo, tuttavia ha avuto un notevole successo in Italia, dove ha raggiunto la posizione numero 2 degli album più venduti.

## Tracce
1. Sooner or Later 3:45
2. Suffer 3:45
3. Come Alive 4:03
4. Can't Stop a River 3:53
5. I Don't Wanna Stop 4:02
6. What Are We Waiting For? 3:52
7. Amazed 3:59
8. Turn My Head 3:57
9. Letter To God 3:33
10. Breathing 3:34
11. Frequency 3:48
12. Somebody Still Loves You 3:27
13. "Senza Lei (Feat. Mafy)" 3:47
14. Save This Moment For Me (traccia nascosta) 4:42

L'edizione italiana del disco contiene anche il brano "Senza lei", cantato parzialmente in italiano

## Formazione
- Duncan James - voce, cori
- Robbie McIntosh - chitarra
- Eg White - tastiera, programmazione
- Neil Conti - batteria
- Matthew Vaugan - programmazione
- Stephen Lipson - chitarra, programmazione, basso
- Pino Palladino - basso
- Peter Gordeno - pianoforte
- Chris Brade - tastiera, cori, pianoforte
- Tim Van der Kuil - chitarra
- Peter-John Vettese - programmazione
- Dave Stewart - tastiera
- Rej Rheinalt Ap Gyweneed - basso
- Chris Bailey - batteria
- Luis Jardim - percussioni
- Jeremy Stacey - pianoforte, batteria
- Phil Palmer - chitarra
- Frank Tontoh - batteria
- Tracy Ackerman, Beverley Skeete, Andrea Grant, Chris Balin, Tim Woodcock - cori